# Claremont (Californie)
Pour les articles homonymes, voir Claremont.
Claremont est une ville du comté de Los Angeles, dans l'État de Californie aux États-Unis, située à peu près à 45 kilomètres à l'est du centre-ville de Los Angeles. La ville a été construite à la base des montagnes de San Gabriel. Claremont, 34 926 habitants, est connue pour ses sept académies.
La ville est en majeure partie résidentielle, avec quelques activités commerciales centrées autour du « Village », une zone de petits bureaux, magasins et restaurants adjacents aux Claremont Colleges.

## Démographie
| 1930  | 1940  | 1950  | 1960   | 1970   | 1980   |
| ----- | ----- | ----- | ------ | ------ | ------ |
| 2 719 | 3 057 | 6 327 | 12 633 | 24 776 | 31 028 |

| 1990   | 2000   | 2010   | - | - | - |
| ------ | ------ | ------ | - | - | - |
| 32 503 | 33 998 | 34 926 | - | - | - |

## Personnalités liées à la commune
- David Foster Wallace, écrivain, né le 21 février 1962 à New York et mort le 12 septembre 2008 à Claremont ;
- Ben Harper, chanteur, né le 28 octobre 1969 à Claremont ;
- Le groupe de rock The Mae Shi, dont les membres ont grandi à Claremont ;
- Robert Buckley, acteur, né le 2 mai 1981 à Claremont.